# Салат пантеска
Салат пантеска или салат пантеллерия (итал. Insalata pantesca, Pantelleria salad) — блюдо сицилийской кухни родом с острова Пантеллерия.
Салат пантеска готовят из отварного картофеля, помидоров и красного лука, заправляют оливками без косточек, каперсами Пантеллерии, орегано и оливковым маслом. Обычно сопровождается скумбрией (макрелью) в масле, но также и типичными свежими сырами, такими как тумма или кусочками варёного яйца. В древности вместо скумбрии использовали жареную вяленую рыбу.